# Ost-West Handelsbank
Die Ost-West Handelsbank AG (OWH, auch OWHB) war eine 1971 gegründete, von der Sowjetunion kontrollierte Bank in Frankfurt am Main. Sie wurde von der VTB Bank übernommen und am 30. September 2006 in VTB Bank Deutschland umbenannt.

## Geschichte
Die Ost-West Handelsbank AG (OWHB) wurde 1971 von der sowjetischen Gosbank, der Zentralbank der UdSSR und einer Reihe von verbündeten Handelsverbänden mit Andrej Dubonosow als Vorstandsvorsitzendem gegründet.
Die Ost-West Handelsbank unterstützte den Handel zwischen Westdeutschland und dem Westen mit der Sowjetunion und ihren befreundeten sozialistischen Staaten einschließlich der DDR und unterstützte nach der Wiedervereinigung Deutschlands weiterhin den Handel zwischen Deutschland und den GUS-Staaten. Von 1973 bis 1991 unterstützte die OWHB den Handel zwischen der DDR und der Bundesrepublik Deutschland durch ihren Stand auf den jährlichen Frühlings- und Herbstmessen in Leipzig.
1974 erwarb die OWHB Anteile an der Moscow People’s Bank (London) und der Wozkhod Handelsbank (Zürich).
Am 9. Mai 1976 wurde Igor Semjonow von der OWHB und der OWHB (Singapore Bank) zum Vorsitzenden ernannt.
1983 eröffnete die OWHB ihre Moskauer Niederlassung in der Kamergerskygasse, Hausnummer 6.
Von Juli bis Dezember 1985 ersetzte Anatoli Tsemjanski den aus dem Amt ausgeschiedenen Gorbatsewitsch, und im Februar 1986 wurde Waleri Ljutschow Vorsitzender des Verwaltungsrates, bis im November 1989 Sergej Michailowitsch Botschkarew ihn ersetzte. Botschkarew war Vorsitzender des Verwaltungsrates der OWHB von 1989 bis 1993.
1990 war die Ost-West Handelsbank die drittgrößte Tochter der Gosbank hinter der viel größeren Moskauer Narodny Bank in London und der Banque Commerciale pour l’Europe du Nord – Eurobank in Paris.
Ende 1991 hatte die Ost-West Handelsbank einen eingezahlten Kapitalanteil von 65 Millionen DM.
Anfang der 1990er Jahre wurde Sergej Nikolajewitsch Dergachjow (russisch: Сергей Николаевич Дергачёв)[e] Präsident der Ost-West Handelsbank, nachdem der ehemalige Präsident und Vorstandsvorsitzende der Ost-West Handelsbank von 1985 bis Dezember 1993, Sergej Michailowitsch Botschkarew (russ.: Сергей Михайлович Бочкарев), in die deutsche Niederlassung der Inkombank wechselte. Dergachjow war von Dezember 1993 bis November 2002 Vorstandsvorsitzender der Ost-West Handelsbank.

## VTB Bank Deutschland und Europa
Im Jahr 2006 von der russischen VTB übernommen, wurde sie als VTB Bank Deutschland AG und nach der Fusionierung mit der österreichischen Zweigstelle zur VTB Bank (Europe) SE. Der Firmensitz blieb Frankfurt am Main. Im Rahmen der Sanktionen gegen Russland wegen des Angriffskrieges gegen die Ukraine wurden gegen die Bank als Tochtergesellschaft einer russischen Bank Sanktionen verhängt. So wurde der russischen Muttergesellschaft das Stimmrecht entzogen und es wurde durch die Bundesanstalt für Finanzdienstleistungsaufsicht ein Sonderbeauftragter eingesetzt. Nach einem Beschluss der Hauptversammlung im März 2023 befindet sich die Bank einschließlich der Direktbank seit 1. April 2023 in der Liquidation, um die Geschäftsbeziehungen abzuwickeln.
Zum 1. Januar 2024 soll die VTB Bank (Europe) SE in OWH umbenannt werden. Die neue Firmenbezeichnung greift damit indirekt auf den historischen Namen Ost-West Handelsbank zurück.